# IceCube
L'Observatoire de neutrinos IceCube, ou simplement IceCube, litt. « cube de glace », est un observatoire de neutrinos construit au pôle Sud. Ses milliers de capteurs sont situés sous la glace antarctique, répartis sur un kilomètre cube.
IceCube est composé de 5 484 détecteurs optiques appelés modules optiques numériques, chacun contenant un tube photomultiplicateur (PMT) et une carte d'acquisition de données qui envoie des données numériques à la station d'acquisition à la surface du détecteur. Ces modules optiques sont déployés sur des lignes de 60 modules chacune à des profondeurs comprises entre 1 450 et 2 450 mètres dans des trous fondus dans la glace à l'aide d'une perceuse à eau chaude. Le déploiement d'IceCube s'est terminé le 18 décembre 2010.
IceCube est conçu pour rechercher des neutrinos astrophysiques. En effet, ses modules optiques permettent de détecter le petit nombre de photons émis lors de l'interaction d'un neutrino de haute énergie aux alentours du détecteur. La distribution spatiale et temporelle de la lumière permet de reconstruire la direction du neutrino incident afin d'en identifier la source. L'identification de sources ponctuelles de neutrinos de haute énergie, dans la gamme du TeV, permettrait d'identifier les sources de rayons cosmiques et d'étudier les processus d'accélération de ces derniers.
En novembre 2013, il a été annoncé qu'IceCube avait détecté 28 neutrinos ayant une origine vraisemblablement astrophysique. Ces résultats ont été confirmés et affinés depuis.

## Construction
IceCube fait partie d'une série de projets développés et supervisés par l'Université du Wisconsin à Madison. Les membres de la collaboration et le financement viennent de nombreuses autres universités et instituts de recherche du monde entier. Le déploiement d'IceCube n'a été possible que pendant l'été austral antarctique de novembre à février, lorsque la lumière du soleil permanente permet un forage de 24 heures. La construction a commencé en 2005, lorsque la première ligne d'IceCube a été déployée et que suffisamment de données ont été collectées pour vérifier que les capteurs optiques fonctionnaient correctement. Au cours de la saison 2005-2006, huit autres lignes ont été déployées, faisant d'IceCube le plus grand télescope à neutrinos au monde. Le déploiement a continué jusqu'au 17 décembre 2010 pour un total de 86 lignes. Le coût total du projet est de 279 millions de dollars.

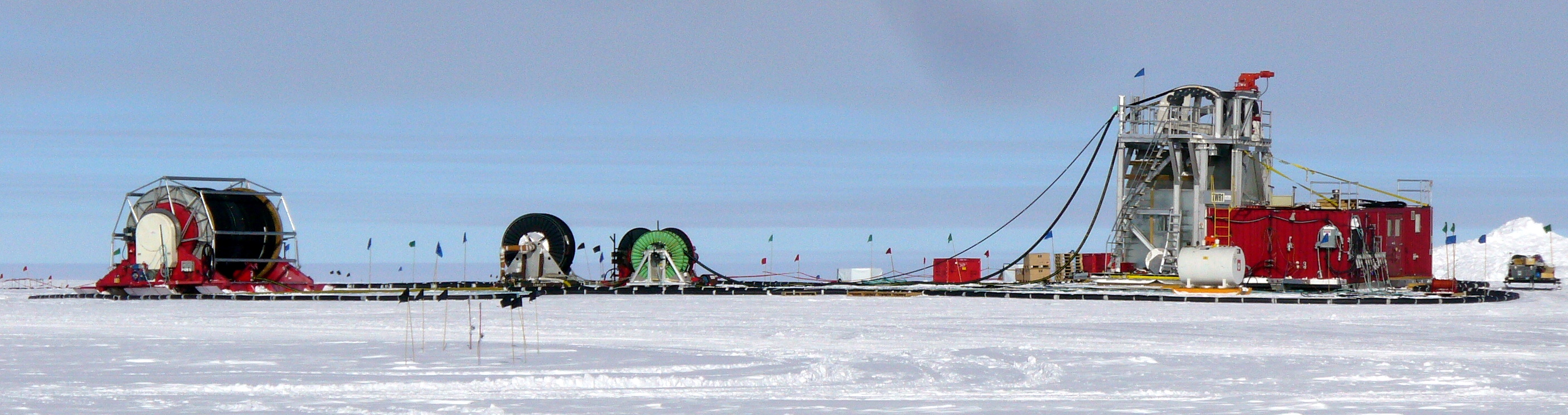
Tour de forage IceCube et enrouleur de tuyau en décembre 2009.

| Saison    | Nombre de lignes installées | Nombre total de lignes |
| --------- | --------------------------- | ---------------------- |
| 2005      | 1                           | 1                      |
| 2005–2006 | 8                           | 9                      |
| 2006–2007 | 13                          | 22                     |
| 2007–2008 | 18                          | 40                     |
| 2008–2009 | 19                          | 59                     |
| 2009-2010 | 20                          | 79                     |
| 2010      | 7                           | 86                     |

## Sous-détecteurs

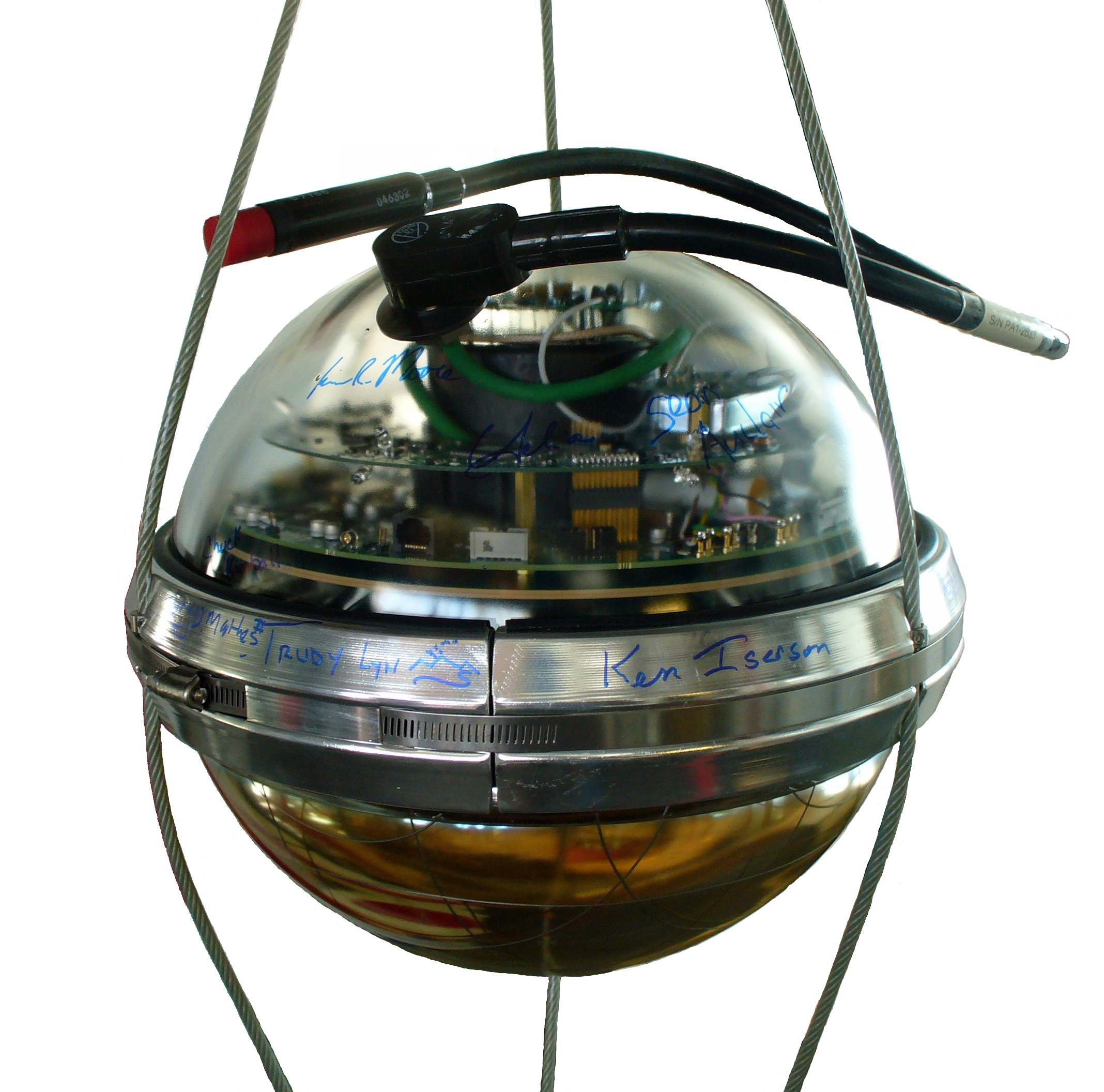
"Taklampa", l'un des modules optiques numériques du trou no 85 d'IceCube.

L'Observatoire de neutrinos IceCube est composé de plusieurs sous-détecteurs en plus du réseau principal dans la glace :
- AMANDA, le réseau antarctique de détecteurs de muons et de neutrinos, a été la première partie construite et a servi de preuve de concept pour IceCube. AMANDA a été désactivé en mai 2009[9].
- Le réseau IceTop est une série de détecteurs Cherenkov à la surface du glacier, avec environ deux détecteurs au-dessus de chaque ligne IceCube[10]. IceTop est utilisé comme détecteur de gerbes de rayons cosmiques, pour les études de composition des rayons cosmiques et les tests d'événements coïncidents : si un muon est observé en passant par IceTop, il ne peut pas provenir d'un neutrino interagissant dans la glace[11].
- L'extension de basse énergie Deep Core (Noyau Profond) est une région densément instrumentée du réseau IceCube qui étend les énergies observables en dessous de 100 GeV[12]. Les lignes de Deep Core sont déployées au centre (dans le plan de surface) d'IceCube, au plus profond de la glace la plus claire au bas du détecteur (entre 1 760 et 2 450 m de profondeur). Il n'y a pas de module optique Deep Core entre 1 850 et 2 107 m de profondeur, car la glace n'est pas aussi claire dans ces couches.

IceCube Upgrade (mise à niveau d'IceCube) est une extension proposée qui permettra la détection des neutrinos de basse énergie (échelle d'énergie du GeV), avec des utilisations telles que la détermination de la hiérarchie de masse des neutrinos ou l'amélioration de la résolution angulaire. Une vision a été présentée pour un observatoire plus grand, IceCube-Gen2.

## Mécanisme de détection
Les neutrinos sont des leptons électriquement neutres et interagissent très rarement avec la matière. C'est à cause de cette très faible probabilité d'interaction des neutrinos qu'un volume d'un kilomètre cube est nécessaire à IceCube pour détecter suffisamment de neutrinos. Lorsqu'ils réagissent avec les molécules d'eau de la glace, ils peuvent créer des leptons chargés (électrons, muons ou taus). Ces leptons chargés peuvent, s'ils sont suffisamment énergiques, émettre des radiations Tchérenkov. Cela se produit lorsque la particule chargée traverse la glace plus rapidement que la vitesse de la lumière dans la glace. Cette lumière peut ensuite être détectée par les tubes photomultiplicateurs des modules optiques constituant IceCube.
Les signaux des tubes photomultiplicateurs sont numérisés puis envoyés à la surface du glacier par un câble. Ils sont collectés dans une station de comptage à la surface, pour un total d'environ 1 TB/jour. Les signaux les plus significatifs sont directement envoyés vers le centre de calcul de l'université du Wisconsin dans l'hémisphère nord par satellite pour une analyse plus approfondie. Depuis 2014, des disques durs plutôt que des bandes magnétiques stockent les données qui sont envoyées au nord une fois par an par bateau. Une fois que les données parviennent aux expérimentateurs, ils peuvent reconstruire la direction et l'énergie des neutrinos détectés. Les neutrinos de haute énergie peuvent provoquer un signal important dans le détecteur, indiquant la direction approximative de leur source. Des agrégats de ces directions de neutrinos permettent d'identifier des sources ponctuelles de neutrinos.
La mesure des neutrinos par IceCube et leur reconstruction nécessite une certaine énergie minimale des neutrinos donc IceCube est principalement sensible aux neutrinos de haute énergie, dans la gamme de 1011 à environ 1021 eV.
IceCube est plus sensible aux muons qu'aux autres leptons chargés, car ils sont les plus pénétrants et ont donc les traces les plus longues dans le détecteur. Ainsi, parmi les saveurs de neutrinos, IceCube est le plus sensible aux neutrinos muoniques. Un électron résultant de l'interaction d'un neutrino électronique dans le détecteur va induire une cascade électromagnétique lui faisant perdre son énergie sur une distance de l'ordre d'une dizaine de mètres, donnant à ces événements une morphologie presque sphérique. Cela signifie qu'il est difficile d'obtenir une bonne résolution angulaire pour les événements de neutrinos électroniques. Cependant ils sont plus susceptibles d'être entièrement contenus dans le détecteur et peuvent donc être utiles pour les études énergétiques ou des recherches de sources étendues.
Les leptons Tau ont une courte durée de vie et ne peuvent pas voyager très loin avant de se désintégrer, ils sont donc généralement indiscernables des cascades d'électrons. Cependant un lepton tau peut être distingué d'un électron avec un événement "double bang", où une cascade est vue à la fois à la création et à la désintégration du tau. Ceci n'est possible qu'avec des taus de très haute énergie de l'ordre du PeV. Deux événements de double bang ont été identifiés par de telles recherches permettant de contraindre les scénarios d'émission de neutrinos astrophysiques.
Il existe un large bruit de fond de muons créés non pas par des neutrinos provenant de sources astrophysiques, mais par des rayons cosmiques interagissant avec l'atmosphère au-dessus du détecteur. Il y a environ 106 fois plus de muons de rayons cosmiques que de muons induits par les neutrinos observés dans IceCube. La plupart de ceux-ci peuvent être rejetés en utilisant le fait qu'ils proviennent du dessus du détecteur, on rejette donc les événements descendants. La plupart des événements restants proviennent de neutrinos, mais la plupart de ces neutrinos proviennent également d'un bruit de fond. En effet l'interaction des rayons cosmiques avec l'atmosphère de l'autre côté de la Terre produit également des neutrinos. Cependant ces neutrinos ont des énergies plus basses et ne sont pas corrélés avec des sources astrophysiques. IceCube recherche donc des neutrinos de haute énergie provenant de sources cosmiques ponctuelles. Les estimations prévoient la détection d'environ 75 neutrinos cosmiques par jour dans le détecteur IceCube. Les directions d'arrivée de ces neutrinos astrophysiques sont les points avec lesquels le télescope IceCube cartographie le ciel. Pour distinguer statistiquement ces deux types de neutrinos, la direction et l'énergie d'un neutrino entrant sont estimées à partir de ses sous-produits de collision. Des excès d'énergie inattendus ou des excès d'une direction spatiale donnée indiquent une source astrophysique.

## Objectifs expérimentaux

### Sources ponctuelles de neutrinos de haute énergie
Des détections de sources ponctuelles de neutrinos pourraient aider à expliquer le mystère de l'origine des rayons cosmiques les plus énergétiques. Ces rayons cosmiques ont des énergies suffisamment élevées pour ne pas pouvoir être contenus par les champs magnétiques galactiques (leurs rayons de Larmor sont plus grands que le rayon de la galaxie), on pense donc qu'ils proviennent de sources extra-galactiques. Les événements astrophysiques qui sont suffisamment cataclysmiques pour accélérer des particules à de telles énergies créeront probablement aussi des neutrinos de haute énergie, qui pourraient voyager vers la Terre sans être déviés car les neutrinos sont électriquement neutre. IceCube pourrait observer ces neutrinos: sa gamme d'énergie observable est d'environ 100 GeV à plusieurs PeV. Plus un événement est énergétique, plus il peut être détecté sur un large volume d'IceCube; en ce sens, IceCube est plus similaire aux télescopes Cherenkov comme l'Observatoire Pierre-Auger (un réseau de réservoirs d'eau pour la détection Cherenkov de rayons cosmiques) qu'à d'autres expériences sur les neutrinos, telles que Super-K (avec des tubes photomultiplicateurs orientés vers l'intérieur fixant le volume de référence).
IceCube est plus sensible aux sources ponctuelles dans l'hémisphère nord que dans l'hémisphère sud. Il peut observer les signaux de neutrinos astrophysiques de n'importe quelle direction, mais les neutrinos provenant de la direction de l'hémisphère sud sont submergés par le bruit de fond des muons atmosphériques. Ainsi, les premières recherches de sources ponctuelles d'IceCube se concentrent sur l'hémisphère nord, et l'extension aux sources ponctuelles de l'hémisphère sud demande un travail supplémentaire.

### Sursauts gamma coïncidant avec les neutrinos
Lorsque des protons entrent en collision les uns avec les autres ou avec des photons, le résultat est généralement des pions. Les pions chargés se désintègrent en muons et neutrinos muoniques, tandis que les pions neutres se désintègrent en rayons gamma. Potentiellement, le flux de neutrinos et le flux de rayons gamma peuvent coïncider dans certaines sources telles que les sursauts gamma et les restes de supernova. Les données d'IceCube sont utilisées en conjonction avec des satellites à rayons gamma comme Swift ou Fermi pour rechercher un tel signal coïncident. Cela a résulté en la détection en 2017 d'un neutrino d'IceCube coïncident avec le blazar TXS 0506+056 qui était dans un état actif, puis la détection d'un neutrino coïncident avec un événement de rupture en 2019.

### Recherches indirectes de matière noire
De potentielles particules massives interagissant faiblement (WIMP) (possible solution au problème de la matière noire) pourraient être capturées par gravitation par des objets massifs comme le Soleil ou le centre galactique. Avec une densité suffisamment élevée de ces particules, elles pourraient s'annihiler les unes avec les autres à une vitesse significative. Les produits de cette annihilation pourraient se désintégrer en neutrinos, ce qui pourrait être observé par IceCube comme un excès de neutrinos provenant de la direction du Soleil ou du centre galactique. Cette technique de recherche des produits de désintégration de l'annihilation de WIMP est appelée « indirecte », par opposition aux recherches directes qui recherchent la matière noire interagissant à l'intérieur d'un détecteur. Les recherches solaires WIMP sont plus sensibles aux modèles de WIMP dépendant du spin que de nombreuses recherches directes, car le Soleil est composé d'éléments plus légers que les détecteurs de recherche directe (par exemple, le xénon ou le germanium). IceCube a mis des limites sur les modèles de WIMP grâce à de telles recherches.

### Oscillations de neutrinos
IceCube peut observer les oscillations des neutrinos à partir des averses de rayons cosmiques atmosphériques, sur une ligne de base à travers la Terre. Il est le plus sensible à ~25 GeV, la plage d'énergie pour laquelle le sous-réseau DeepCore a été optimisé. DeepCore se compose de 6 lignes déployées pendant l'été austral 2009-2010 avec un espacement horizontal et vertical plus étroit. Les données DeepCore ont été utilisées pour déterminer l'angle de mélange θ23. Au fur et à mesure que davantage de données sont collectées et qu'IceCube peut affiner cette mesure, il peut être possible d'observer également la modification caractéristique du modèle d'oscillation à une énergie de ~15 GeV qui détermine la hiérarchie de masse des neutrinos.

### Supernovae galactique
Malgré le fait que les neutrinos individuels attendus des supernovae ont des énergies bien en dessous de la coupure d'énergie d'IceCube, IceCube pourrait détecter une supernova locale. En effet, ce signal apparaîtrait comme une augmentation brève et corrélée des taux de bruit de fond dans tout le détecteur. La supernova devrait être relativement proche (dans notre galaxie) pour obtenir suffisamment de neutrinos puisque le flux dépend de l'inverse du carré de la distance (1 /d2). Les supernovae galactiques sont rares, la dernière date de 1987. IceCube est membre de SNEWS, le Supernova Early Warning System qui combine les signaux de supernovae de différents détecteurs de neutrinos afin d'en déterminer la direction et d'envoyer une alerte en temps réel à la communauté des astrophysiciens et des astrophysiciennes pour les encourager à diriger leurs instruments dans cette direction en cas de détection,.

### Neutrinos stériles
Une signature de neutrinos stériles serait une distorsion du spectre d'énergie des neutrinos atmosphériques autour de 1 TeV qu'IceCube pourrait mesurer. Cette signature résulterait des effets de l'interaction des neutrinos atmosphériques avec la Terre durant leur propagation.
En 2016, les scientifiques d'IceCube n'ont trouvé aucune preuve d'un neutrino stérile.

## Résultats
La collaboration IceCube a publié des limites de flux de neutrinos provenant de sources ponctuelles, sursauts gamma, et annihilation de neutralino provenant du soleil, avec des implications pour la section efficace d’interaction entre les WIMP et les protons.
Un effet d'ombre de la Lune a été observé. En effet, les rayons cosmiques peuvent être bloqués par la Lune, créant un déficit de muons résultant de cascades de rayons cosmiques en direction de la Lune. Une anisotropie faible (moins de 1%) mais robuste a été observée dans la direction des rayons cosmiques.
Une paire de neutrinos de haute énergie a été détectée en 2013. Elle est probablement d'origine astrophysique, étant donné leurs énergies, dans la gamme des PeV. Le couple a été surnommé « Bert » et « Ernie », d'après les personnages de l'émission télévisée de Sesame Street. D'autres neutrinos encore plus énergétiques ont été découverts depuis, comme l’événement surnommé « Big Bird ».
IceCube, grâce à DeepCore, a mesuré la disparition de neutrinos muoniques atmosphériques de basse énergie, due au phénomène d'oscillation des neutrinos. Cela a permis de faire des mesures des paramètres d'oscillation des neutrinos ∆m232 = 2,31+0,11
 −0,13 × 10−3 eV2 et sin2(θ23) = 0,51+0,07
 −0,09 (hiérarchie de masse normale), comparable à d'autres résultats.
En juillet 2018, l'observatoire de neutrinos IceCube a annoncé avoir identifié un neutrino de très haute énergie qui a frappé son détecteur en septembre 2017 et avoir reconstruit sa direction d'origine comme étant coïncidente avec le blazar TXS 0506+056 qui a été détecté par d'autres instruments comme étant dans un état actif. TXS 0506+056 est situé à 5,7 milliards d'années-lumière dans la direction de la constellation d'Orion,. C'est la première identification d'une source astrophysique de neutrinos de haute énergie par un télescope à neutrinos. Cela permet d'identifier cette source comme une source de rayons cosmiques de haute énergie,.
En 2020, la détection d'un anti-neutrino par son interaction avec un électron, appelé résonance de Glashow, a été annoncée, confirmant une prédiction théorique datant de 1959.

## Voir également
- AMANDA le prédécesseur d'IceCube.
- ANTARES et son successeur KM3NeT, des télescopes à neutrinos similaires utilisant l'eau de la mer Méditerranée au lieu de la glace.
- Baïkal-GVD (en), un télescope à neutrinos dans les profondeurs du lac Baïkal en Russie.
- ANITA, un télescope à neutrinos de ultra haute énergie composé d'antennes radio suspendues à un ballon stratosphérique.